# Walter Ormeño
Francisco Walter Ormeño Arango (* 3. Dezember 1926 in Lima; † 4. Januar 2020) in Mexiko-Stadt, auch bekannt unter den Spitznamen Supermán, Gulliver, Gigante de Ébano (deutsch der schwarze Gigant) und La Pantera Negra, war ein ursprünglich peruanischer und später eingebürgerter mexikanischer Fußballspieler auf der Position des Torwarts, der nach seiner aktiven Laufbahn als Trainer tätig war.

## Leben

### Verein
Der im Stadtteil La Victoria, der Heimat von Alianza Lima, geborene Ormeño wuchs nach dem Umzug seiner Eltern im Viertel Barranco auf und begann seine Profikarriere ausgerechnet bei Alianzas Erzrivalen Universitario de Deportes. 
Gleich in seiner ersten Spielzeit 1946 gewann er mit Universitario den peruanischen Meistertitel, den er 1949 mit demselben Verein noch einmal gewinnen konnte. Anfang 1950 wechselte er zum kolumbianischen  Club Huracán, kehrte aber bereits 1951 in seine Heimat zurück und verdiente sein Geld bei Mariscal Sucre. 
1952 ging er zum argentinischen Spitzenklub Boca Juniors, bei dem er vier Jahre lang unter Vertrag stand und mit dem er 1954 die argentinische Meisterschaft gewann. 
Nach zwei kurzfristigen Stationen beim argentinischen Ligarivalen Rosario Central (1956) und seinem eigentlichen Heimatverein Alianza Lima (1957) wechselte Ormeño in die mexikanische Liga, wo er zunächst für den Club América und anschließend für Zacatepec spielte. 1960 wechselte er für ein einjähriges Gastspiel nach Montreal und stand anschließend jeweils für eine Saison bei América, Atlante und Atlético Morelia unter Vertrag, wo er 1964 seine aktive Laufbahn beendete. 

### Nationalmannschaft
Zwischen 1949 und 1957 absolvierte Ormeño 13 Länderspiele für die peruanische Nationalmannschaft, in denen er insgesamt 26 Gegentore hinnehmen musste.
Seine ersten und wichtigsten Länderspiele bestritt er im Rahmen der Copa América 1949, bei der er alle sieben Spiele für Peru absolvierte, in vier von ihnen ohne Gegentor blieb und mit seiner Mannschaft den dritten Platz belegte.

### Trainer
Ormeño begann seine Trainerkarriere in der Saison 1964/65 bei seinem Exverein Atlante.
Die ersten 13 Spiele der Saison 1966/67 trainierte er den CD Cruz Azul, bevor er durch Raúl Cárdenas ersetzt wurde. Anschließend stand er etwa zwei Jahre lang bei den Pumas de la UNAM unter Vertrag, mit denen er in der Saison 1967/68 Vizemeister wurde, und danach bei seinem Exverein América.
1971 wechselte er zum CSD Comunicaciones, mit dem sowohl die I. Copa Confraternidad 1970/71 als auch zweimal in Folge die guatemaltekische Meisterschaft gewann, bevor er 1973 kurzfristig den CD Guadalajara trainierte. 
In der Saison 1975/76 betreute er die Tiburones Rojos de Veracruz, bevor er nach Guatemala zurückkehrte und erneut den CSD Comunicaciones trainierte und in der Saison 1979/80 zu einem weiteren Meistertitel führte. Unmittelbar nach diesem Erfolg kehrte er nach Mexiko zurück, wo er innerhalb der nächsten Jahre Atlético Español, León und Necaxa betreute. Danach ging er erneut nach Guatemala und gewann 1989/90 mit dem CSD Municipal und 1991 noch einmal mit dem CSD Comunicaciónes seinen vierten und fünften Meistertitel. 2000 wurde er mit Communicaiónes erneut Vizemeister der Clausura.

## Erfolge

### Als Spieler
- Peruanischer Meister: 1946, 1949

- Argentinischer Meister: 1954

### Als Trainer
- Guatemaltekischer Meister: 1971, 1972, 1979/80, 1989/90, 1991